# Andrej Gosar
Andrej Gosar, slovenski pravnik, politik, sociolog in pedagog, * 30. november 1887, Logatec, † 21. april 1970, Ljubljana.

## Življenje in delo
Po gimnaziji v Ljubljani je študiral na pravni fakulteti na Dunaju in 1916 doktoriral. Leta 1920 je bil poverjenik za socialno skrbstvo pri Deželni vladi za Slovenijo in bil izvoljen za poslanca SLS v Ustavodajno skupščino. Leta 1925 je bil znova izvoljen za narodnega poslanca. Leta 1927 in 1928 je bil minister za socialno politiko, 1929–1931 pa član vrhovnega zakonodajnega sveta pri ministrskem svetu. V drugi polovici tridesetih let je bil član jugoslovanske delegacije v generalni skupščini Društva narodov v Ženevi. Bil je eden od utemeljiteljev krščanskega socialnega nauka na Slovenskem. V SLS je veljal za enega izmed voditeljev krščanskosocialističnega delavstva. Do papeške okrožnice Quadragesimo anno je zavzel negativno stališče. Zadnja leta pred drugo svetovno vojno je bil zaradi nekakšne sredinske krščanskodemokratične usmerjenosti politično osamljen; svaril je pred avtoritarnim korporativizmom, se zavzemal za »samoupravno stanovsko solidaristično« krščansko družbo in za avtonomijo Dravske banovine. Že med študijem je objavljal članke o socialnih in vzgojnih vprašanjih, od 1921 je bil med vidnimi publicisti Novega časa in Pravice (1924–28 njen formalni izdajatelj). V tem času je začel tudi izdajati revijo Socialna misel; bil je eden od njenih urednikov. Objavil je več knjig – med njimi: Za krščanski socializem (1923), Socialna ekonomija (1924), Kriza moderne demokracije (1927) in Za nov družbeni red I-II (1933–1935). Aprila 1929 je postal izredni, oktobra 1935 pa redni profesor za ekonomijo in sociologijo na Tehniški fakulteti v Ljubljani; 1936–1939 je bil tudi njen dekan. Sodeloval je pri ustanovitvi stranke JRZ.
Leta 1941 se ni hotel pridružiti OF, ker je zavračal komunizem v njenem vodstvu. Istega leta se je tudi razšel z SLS. Škofa Rožmana je opozarjal na nevarnosti razkola naroda. Jeseni 1941 pa je s somišljeniki začel nastopati pod imenom Združeni Slovenci; veljali so za sredino. Decembra 1944 je bil interniran v Dachau. Bolan se je junija 1945 vrnil v Ljubljano.
Po vojni je do leta 1958 predaval na Tehniški fakulteti v Ljubljani.
V Logatcu in v Ljubljani je 28. in 29. marca 2014 potekal dvodnevni simpozij o dr. Andreju Gosarju. Na Radiu Vatikan so objavljeni posnetki predavanj. Dvodnevni simpozij Krščanstvo in socialno gibanje o življenju, delu in pomenu dr. Andreja Gosarja.http://sl.radiovaticana.va/news/2014/03/28/dvodnevni_simpozij_kr%C5%A1%C4%8Danstvo_in_socialno_gibanjeo_%C5%BEivljenju,_delu/slv-785601